# Mine de Nchwaning
 (février 2018).
Si vous disposez d'ouvrages ou d'articles de référence ou si vous connaissez des sites web de qualité traitant du thème abordé ici, merci de compléter l'article en donnant les références utiles à sa vérifiabilité et en les liant à la section « Notes et références ».
La mine de Nchwaning est une mine de manganèse à ciel ouvert située en Afrique du Sud, dans la province du Cap-Nord. Elle exploite un des plus grands gisements de minerai de manganèse du pays, évalué à 323,2 millions de tonnes à 42,5%.
La mine produit de nombreux spécimens de minéraux, notamment de la rhodochrosite, de la manganite, de l'ettringite, de l'inésite (en) et de la jouravskite.

## Histoire
Le gisement de minerai de manganèse a été découvert en 1940.

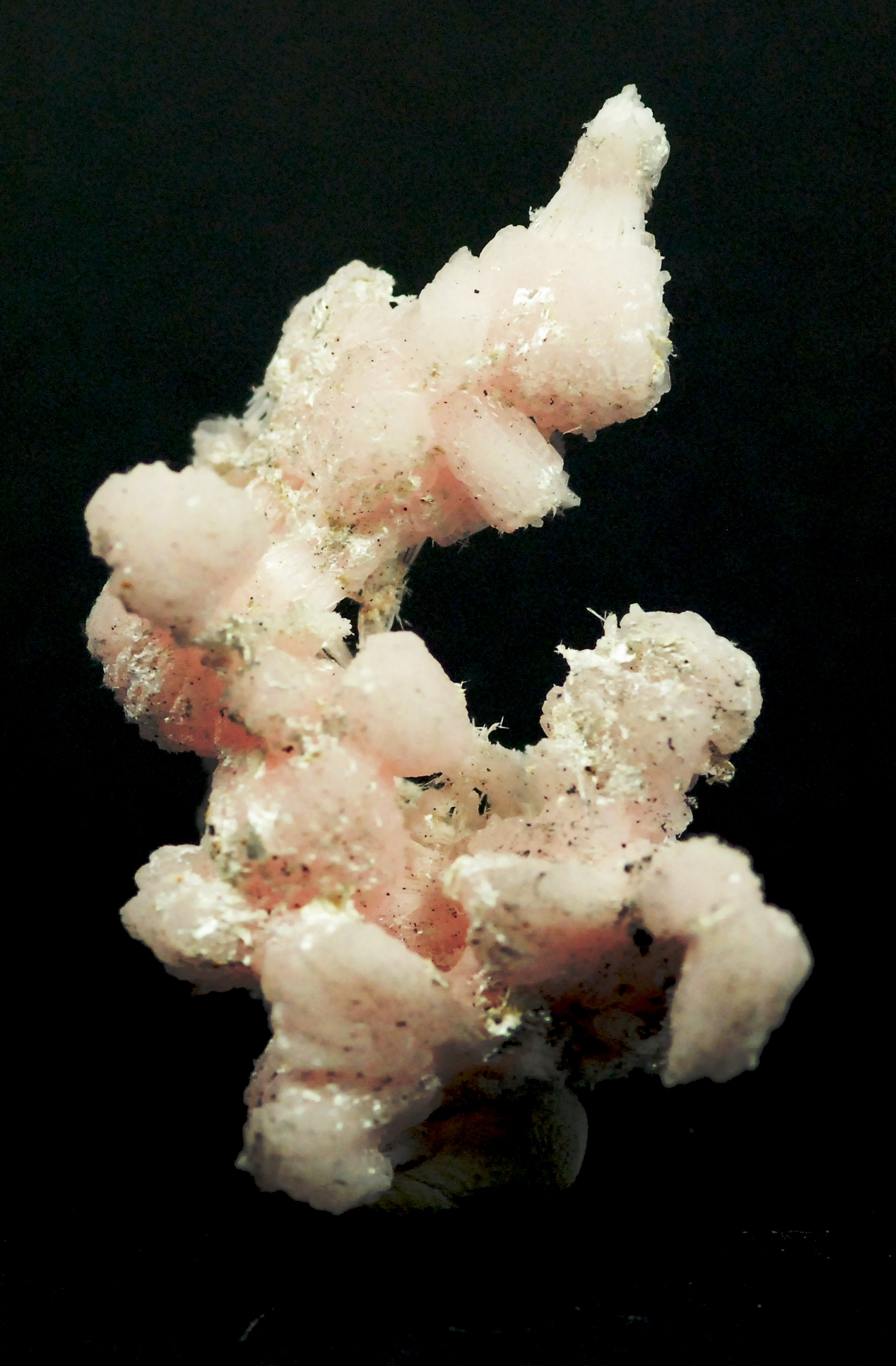
Échantillon de manganocalcite et kutnohorite de la mine N'Chwaning II.